# Bernard Lens III
Bernard Lens III (Londres, Reino de Inglaterra, 27 de mayo de 1682 - Londres, Reino de Gran Bretaña, 24 de diciembre de 1740), fue un artista inglés conocido principalmente por sus retratos en miniatura . Lens fue el pintor de miniaturas en las cortes de los reyes Jorge I y Jorge II, instructor en pintura en miniatura (entonces llamado limning) del príncipe Guillermo y las princesas María y Luisa y consultor en bellas artes para familias de clase alta.

## Vida
Lens, hijo del grabador de mezzotint Bernard Lens II, nació en Londres en 1682 y en 1698 se convirtió en aprendiz de un artista conocido como Sturt, muy probablemente el socio de su padre, John Sturt (1658-1730). Sturt era miembro de la Compañía de Orfebres, pero la membresía era simplemente una licencia para trabajar dentro de la ciudad de Londres, no un indicador de su oficio real. 
En 1704 Lens se unió al recientemente establecido Rose and Crown Club, una sociedad de arte frecuentada por William Hogarth y George Vertue. Lens se estableció como un miniaturista de retratos, y en 1707 se convirtió en el primer artista británico en reemplazar la vitela, el medio tradicional de las miniaturas, con marfil. La difícil habilidad de pintar acuarelas sobre marfil fue inventada en Venecia por Rosalba Carriera alrededor de 1700 y rápidamente se extendió por Europa. El estilo de Lens era cercano al de Carriera, aunque Lens empleó de manera conservadora bocetos a lápiz y pinturas más pesadas que redujeron la translucidez de los esmaltes sobre el sustrato de marfil. Dudley Heath y Marjorie Wieseman notaron el contraste entre la apariencia translúcida y liviana de los tonos de piel con cortinas y fondos sólidos, parecidos al aceite. En consonancia con la moda de su época, Lens, según Heath, "parece inclinarse por un azul claro muy crudo en el vestuario", inferior a los azules de los maestros más antiguos. 

### Matrimonio e hijos
Bernard Lens III y su esposa Katherine (de soltera Woods) tuvieron al menos tres hijos, entre ellos Bernard Lens IV. Todos -aunque según el Catálogo de grabadores de Horace Walpole sólo dos de los tres- se convirtieron en prolíficos dibujantes (Walpole: "pintores ingeniosos en miniatura") pero no dejaron un legado significativo; La atribución de su obra de arte es problemática. Uno de estos hijos, el miniaturista Peter Paul Lens (1714-1750), ha pintado el retrato de su padre que se conserva en el Victoria and Albert Museum. Otro hijo, Andrew Benjamin Lens, nacido alrededor de 1713, también era miniaturista. 
Su principal competidor fue Christian Friedrich Zincke, que trabajaba en esmaltes. Horace Walpole llamó a Bernard Lens III "el incomparable pintor de acuarelas" y lamentó que sus copias de grandes maestros "tuvieran todos los méritos de los originales excepto lo que ellos merecían también: duración". Dudley Heath, por el contrario, llamó a Lens "duro y poco atractivo", inferior a Laurence Crosse. 
Las "Obras completas y elaboradas del Sr. Bernard Lens" fueron subastadas por Christopher Cock del 11 al 12 de febrero de 1737.